# Kontor Tamás
Kontor Tamás (Miskolc, 1977. november 29. –) magyar dalszerző, előadóművész, hangmérnök, a Megasztár nyomán vált igazán ismertté.

## Pályafutása
Muzikális beállítottságú szülei a miskolci Műszaki Egyetemen tanítottak és hétvégenként duetteket hegedültek saját szórakoztatásukra. Tamás hatévesen először hegedült, de már akkor érezte, hogy később még "villanygitáros" lesz belőle. Fél év múlva zongorára váltott – ezt két évig tanulta szolfézsórák mellett.
Tizenegy éves korában szülei elváltak, majd ezt követően édesanyjával és nővérével Pestre költözött. Ekkor nyúlt először gitárhoz. A komolyabb gitározást viszont a Képző- és Iparművészeti Szakközépiskola iskolai zenekarával kezdte meg.
1995-ben a Lelkes Állatokban basszusgitározott, és ezalatt a három év alatt, két albumot is kiadott szerzői kiadásban. A dalok stílusa funk-rock-fusion volt.
Kocsmazenével kereste a kenyerét az Indián Joe Blues Band nevű együttesben. Egyik fellépésük alkalmával találkozott Szabó Leslie-vel, a Roy és Ádám dalok szövegírójával, akivel később együtt is zenélt.
1999 nyarától hangszerboltban helyezkedett el. A gitárkészítés, hangosítás és stúdiótechnika rejtelmeit sikerült ellesnie, és hasznosítania. Ekkor döbbent rá, hogy egy önálló szóló gitáros country dalokból álló műsort készít, amivel a mai napig járja a pubokat.
2000 őszétől beugró gitáros volt a Lucky Boys shuffle bandben, és számos rendezvény, koncert során komoly rutint szerzett. Ebben a zenekarban kóstolhatott bele először a jazz világába, melyet később Makó Bélával folytatott szerda esténként egy kvartett felállásban.
Roy-t a Trambulin idején ismerte meg. Indián Joe-val játszottak, mikor Leslie és Roy csatlakozott a söröző vendégköréhez.
2005-ben volt felesége tanácsára jelentkezett a Megasztár harmadik szériájába. A döntőbe nem jutott be.
2006 nyár végén Ganxsta Zoleeval és Big Daddy Lacával közösen egy punk triót alakítottak KGB néven.
2009 júniusában Tamás zenekaron belüli problémákra hivatkozva kilépett a KGB-ből.

## Diszkográfia
- Rengeteg év (2006)
- Véletlen hazatérsz (2008)